# Blue Bus

Blue Bus é um site brasileiro de notícias sobre mídia, cultura pop e internet. Foi fundado em 1995 pelo jornalista Julio Hungria, inicialmente como um BBS. Estreou no dia 29 de novembro daquele ano. Foi para a web em janeiro de 1997. É um dos empreendimentos pioneiros na internet no Brasil.
Julio Hungria faleceu em 11 de janeiro de 2015, aos 76 anos.

## BBS
Em 29 de novembro de 1995, Julio Hungria reuniu um grupo de convidados no auditório de um apart hotel em Ipanema, Rio de Janeiro, e apresentou o Blue Bus como um BBS voltado para o mercado publicitário local. Chegou a ter mais de 200 usuários, incluindo alguns de outras cidades, como São Paulo.

## Site
Blue Bus foi para a web em janeiro de 1997. Desde o início, seu conteúdo combinava notícias e a participação dos usuários. Por sempre ter dado espaço a comentários de leitores e apresentar as notícias na ordem cronológica invertida, é tratado como pioneiro no formato blog e é frequentemente referido como blog quando citado por outros veículos.
O site define-se como "um ônibus", com a proposta de "levar as pessoas aos lugares, através de notas curtas e links, como um 'guia' diário instalado basicamente sobre o assunto 'mídia', mas também colecionando informações 'relacionadas' nas áreas de consumo, cultura pop etc.

### Novo visual
O Blue Bus era lembrado por seu visual simples e em formato de lista. Em 2011, foi inserida uma coluna lateral, que deu um ar de blog ao site. Em 2012, após um incêndio nos servidores da BrT no Rio de Janeiro e à falta de backup do sistema, o Blue Bus modifica radicalmente o seu layout - apresenta uma capa em estilo mosaico, mostrando imagens das 12 notícias mais recentes.

## Outras plataformas
- Aplicativo para iPhone - lançado em 26 de maio de 2010.